# Liste der Abgeordneten zum Österreichischen Abgeordnetenhaus (I. Legislaturperiode)
Diese Liste der Abgeordneten zum Österreichischen Abgeordnetenhaus (I. Legislaturperiode) listet alle Abgeordneten zum österreichischen Abgeordnetenhaus während der I. Legislaturperiode auf. Die Legislaturperiode umfasste drei Session, die vom 29. April 1861 bis zum 18. Dezember 1862 (I. Session), vom 17. Juni 1863 bis zum 15. Februar 1864 (II. Session) bzw. vom 12. November 1864 bis zum 27. Juli 1865 (III. Session) reichten.

## Funktionen

### Abgeordnete
| Name                                 | Kronland           | Kurie                               | Anmerkung                                                     | |
| ------------------------------------ | ------------------ | ----------------------------------- | ------------------------------------------------------------- | --- |
| Aichenegg Jakob von                  | Kärnten            | Städte / Handels- und Gewerbekammer |                                                               | am 17. Juni 1863 angelobt |
| Alberti Vincenz degli                | Dalmatien          | Handelskammer                       |                                                               | |
| Aldulean Ioan                        | Siebenbürgen       |                                     |                                                               | am 20. Oktober 1863 angelobt, am 12. November 1864 neuerlich angelobt                                                                                                |
| Alesani Hieronymus                   | Dalmatien          |                                     |                                                               | am 12. November 1864 angelobt |
| Althann Karl von                     | Böhmen             | Großgrundbesitz                     |                                                               | |
| Bachofen von Echt Clemens            | Böhmen             | Städte und Industrialorte           |                                                               | |
| Baritiu George                       | Siebenbürgen       |                                     |                                                               | am 23. Oktober 1863 angelobt, am 9. Jänner 1865 neuerlich angelobt                                                                                                   |
| Bayer Joseph Ludwig                  | Steiermark         | Großgrundbesitz                     |                                                               | |
| Becher Franz                         | Böhmen             |                                     |                                                               | am 17. Juni 1863 angelobt |
| Begna Possedaria Cosimo de           | Dalmatien          |                                     |                                                               | am 21. November 1864 angelobt |
| Belcredi Richard                     | Schlesien / Böhmen | Großgrundbesitz                     |                                                               | Mandatsverzicht in der Sitzung am 10. Februar 1864 verkündet, am 21. November 1864 als Vertreter der böhmischen Großgrundbesitzer neuerlich angelobt                 |
| Bendella Theophil                    | Bukowina           | Großgrundbesitz                     |                                                               | |
| Bernhard Athanasius                  | Böhmen             | Großgrundbesitz                     |                                                               | |
| Bethmann Alexander von               | Böhmen             | Großgrundbesitz                     |                                                               | am 12. November 1864 angelobt |
| Bętkowski Nikodem                    | Galizien           | Städte                              | Wieliczka                                                     | am 19. Oktober 1864 verstorben |
| Bilewicz Walentin                    | Galizien           | Landgemeinden                       | Bezirk Mościska                                               | am 3. Mai 1861 angelobt |
| Bilý Johann                          | Mähren             | Landgemeinden                       | Brünn Umgebung, Tischnowitz, Eibenschitz                      | Mandatsverzicht in der Sitzung am 22. November 1864 verkündet |
| Binder Michael                       | Siebenbürgen       |                                     |                                                               | am 20. Oktober 1863 angelobt, am 12. November 1864 neuerlich angelobt                                                                                                |
| Bocheński Alojzy                     | Galizien           | Großgrundbesitz                     |                                                               | am 11. Mai 1861 angelobt |
| Bohatielu Alexander                  | Siebenbürgen       |                                     |                                                               | am 20. Oktober 1863 angelobt, am 21. November 1864 neuerlich angelobt                                                                                                |
| Bologa Iacob                         | Siebenbürgen       |                                     |                                                               | am 20. Oktober 1863 angelobt |
| Bonda Orsato                         | Dalmatien          |                                     |                                                               | am 5. Dezember 1864 angelobt |
| Brán-Pap de Temény Ioan              | Siebenbürgen       |                                     |                                                               | am 20. Oktober 1863 angelobt, am 21. November 1864 neuerlich angelobt                                                                                                |
| Brauner Franz                        | Böhmen             | Landgemeinden                       | Přestitz, Nepomuk                                             | am 2. Mai 1861 angelobt, Mandatserlöschung auf Grund Nichterscheinens in der Sitzung am 14. Juli 1863 festgestellt                                                   |
| Brestel Rudolf von                   | Niederösterreich   |                                     |                                                               | am 12. November 1864 angelobt |
| Breuner-Enckevoirt August            | Niederösterreich   | Großgrundbesitz                     |                                                               | |
| Brinz Alois                          | Böhmen             | Städte und Industrialorte           | Bezirk Karlsbad und Joachimsthal                              | |
| Brolich Johann                       | Krain              | Städte                              | Radmannsdorf, Neumarktl, Stein                                | |
| Brosche Karl Eduard                  | Böhmen             | Handelskammer                       | Prag                                                          | Mandatsverzicht mit Schreiben vom 19. Oktober 1864 |
| Bujas Simon                          | Dalmatien          | Landgemeinden                       | Sebenico                                                      | |
| Burger Friedrich Moritz von          | Istrien            | Städte                              |                                                               | am 4. November 1861 angelobt |
| Buteanu de Nagy-Somkut Ladislaus     | Siebenbürgen       |                                     |                                                               | am 12. November 1864 angelobt |
| Černe Anton                          | Görz               |                                     | Bezirk Comen und Sessana                                      | |
| Cielecki Wladimir von                | Galizien           | Großgrundbesitz                     |                                                               | am 11. Mai 1861 angelobt |
| Cipariu Timotei                      | Siebenbürgen       |                                     |                                                               | am 20. Oktober 1863 angelobt |
| Clam-Martinic Jindřich Jaroslav      | Böhmen             | Großgrundbesitz                     |                                                               | Mandatsverzicht mit Schreiben vom 23. September 1862 |
| Consolati Vinzenz Philipp            | Tirol              |                                     |                                                               | am 14. Juli 1863 angelobt, am 16. Dezember 1863 verstorben |
| Conti Stefan                         | Triest             |                                     |                                                               | am 17. Juni 1863 angelobt |
| Čupr František Antonín               | Böhmen             | Landgemeinden                       | Hohenmauth, Skutsch, Hlinsko                                  | |
| Dabon Claudius                       | Oberösterreich     | Landgemeinden                       |                                                               | |
| Daubek Eduard                        | Böhmen             | Großgrundbesitz                     |                                                               | |
| Demel von Elswehr Johann             | Schlesien          | Städte                              | Teschen und übrige Städte                                     | |
| Derbitsch Joseph                     | Krain              | Landgemeinden                       | Krainburg, Lac, Neumarktl                                     | |
| Deschmann Karl                       | Krain              | Städte                              | Idria                                                         | |
| Descovich Joseph                     | Dalmatien          |                                     |                                                               | am 27. Juni 1863 angelobt |
| Desfours-Walderrode Franz            | Böhmen             | Großgrundbesitz                     |                                                               | am 17. Juni 1863 angelobt |
| Dietl Joseph                         | Galizien           | Großgrundbesitz                     |                                                               | am 27. Mai 1861 angelobt |
| Difnico Melchior                     | Dalmatien          |                                     |                                                               | am 15. September 1863 angelobt |
| Doblhoff Anton                       | Niederösterreich   | Landgemeinden                       | Wiener Neustadt                                               | |
| Dobrila Juraj                        | Istrien            | Virilstimme                         |                                                               | am 4. November 1861 angelobt |
| Dobrzański Alexander von             | Galizien           | Großgrundbesitz                     |                                                               | |
| Dreher Anton                         | Niederösterreich   | Landgemeinden                       | Bruck an der Leitha                                           | am 26. Dezember 1863 verstorben |
| Dunka Paul von                       | Siebenbürgen       |                                     |                                                               | am 20. Oktober 1863 angelobt |
| Dvořák Simon                         | Böhmen             | Städte und Industrialorte           | Horowitz, Berauner, Radnitz, Rokitzan                         | Mandatsverzicht mit Schreiben vom 30. Juni 1863 |
| Dzieduszycki Kazimierz Adam Fryderyk | Galizien           | Großgrundbesitz                     |                                                               | am 11. Mai 1861 angelobt, Mandatsverzicht mit Schreiben vom 30. September 1863                                                                                       |
| Edelbacher August                    | Oberösterreich     | Landgemeinden                       |                                                               | 1862 verstorben |
| Eder Albert                          | Salzburg           | Märkte                              | Golling, Abtenau, Kuchl                                       | |
| Eder Wilhelm                         | Niederösterreich   | Großgrundbesitz                     |                                                               | |
| Eichhoff Josef von                   | Mähren             | Großgrundbesitz                     |                                                               | am 17. Juni 1863 angelobt |
| Eiselsberg Guido von                 | Galizien           | Großgrundbesitz                     |                                                               | |
| Eránosz Jeremias                     | Siebenbürgen       |                                     |                                                               | am 20. Oktober 1863 angelobt |
| Eyrl Eduard von                      | Tirol              | Großgrundbesitz                     |                                                               | am 2. Mai 1861 angelobt |
| Eytzert Adalbert                     | Böhmen             | Landgemeinden                       | Rumburg, Warnsdorf                                            | |
| Faber Karl                           | Böhmen             | Landgemeinden                       | Kuttenberg                                                    | erschien aus politischen Gründen nie im Abgeordnetenhaus, wobei ein diesbezügliches Schreiben in der Sitzung am 5. Dezember 1864 als Mandatsverzicht gewertet wurde. |
| Filtsch Josef Stanislav              | Siebenbürgen       |                                     |                                                               | am 12. November 1864 angelobt |
| Fischer Alois                        | Tirol              | Landgemeinden                       | Ried, Nauders                                                 | |
| Fischer Heinrich Carl                | Böhmen             | Großgrundbesitz                     |                                                               | |
| Fleckh Johann                        | Steiermark         | Städte und Märkte                   |                                                               | |
| Fleischer Wenzel                     | Böhmen             | Städte und Industrialorte           | Leitmeritz, Lobositz                                          | |
| Friedenfels Eugen von                | Siebenbürgen       |                                     |                                                               | am 20. Oktober 1863 angelobt, am 12. November 1864 neuerlich angelobt                                                                                                |
| Froschauer Sebastian von             | Vorarlberg         | Städte                              | Bregenz                                                       | |
| Giradelli Carlo                      | Triest             | Städte                              |                                                               | |
| Giskra Karl                          | Mähren             | Städte                              | Brünn                                                         | |
| Gleispach Karl Josef                 | Steiermark         | Städte und Märkte                   |                                                               | am 2. Mai 1861 angelobt |
| Goriup Anton                         | Görz               | Großgrundbesitz                     |                                                               | |
| Grebmer zu Wolfsthurn Eduard von     | Tirol              | Landgemeinden                       | Bruneck, Taufers                                              | am 27. Mai 1861 angelobt |
| Greuter Josef                        | Tirol              |                                     |                                                               | am 12. November 1864 angelobt |
| Grocholski Kazimierz von             | Galizien           | Großgrundbesitz                     |                                                               | am 11. Mai 1861 angelobt |
| Groisz Gusztáv                       | Siebenbürgen       |                                     |                                                               | am 27. Oktober 1863 angelobt, am 16. November 1864 neuerlich angelobt                                                                                                |
| Gross Franz                          | Oberösterreich     | Städte und Industrialorte           |                                                               | |
| Grüner Ignaz von                     | Böhmen             |                                     |                                                               | am 21. November 1864 angelobt |
| Grünwald Vendelin                    | Böhmen             | Städte und                          | Wittingau, Lischau, Moldauthein                               | Mandatsverzicht mit Schreiben vom 15. Mai 1863 |
| Gschier Anton                        | Böhmen             | Städte                              | Eger                                                          | |
| Gschnitzer Mathias                   | Salzburg           | Handelskammer                       |                                                               | |
| Gull Josef                           | Siebenbürgen       |                                     |                                                               | am 20. Oktober 1863 angelobt, am 12. November 1864 neuerlich angelobt                                                                                                |
| Gutowski Julian                      | Galizien           | Landgemeinden                       | Neu-Sadec                                                     | am 11. Mai 1861 angelobt |
| Haffner Josef                        | Steiermark         | Landgemeinden                       |                                                               | |
| Hagenauer Johann von                 | Triest             | Städte                              | Triest                                                        | am 17. Juni 1863 angelobt |
| Hanisch Julius                       | Böhmen             | Landgemeinden                       | Dauba                                                         | am 12. November 1864 angelobt |
| Hann Ludwig                          | Oberösterreich     | Städte und Industrialorte           |                                                               | |
| Hartig Edmund                        | Böhmen             | Großgrundbesitz                     |                                                               | |
| Hasner von Artha Leopold             | Böhmen             | Städte                              | Prag, Altstadt                                                | |
| Haßlwanter Johann                    | Tirol              |                                     |                                                               | am 12. November 1864 angelobt |
| Hassmann Theodor                     | Böhmen             | Städte und Industrialorte           | Saaz, Kaaden                                                  | |
| Hauschild Ignaz                      | Böhmen             | Städte und Industrialorte           | Königgrätz, Jaromir, Josephstadt                              | |
| Hawelka Mathias                      | Böhmen             | Städte und Industrialorte           | Pisek                                                         | |
| Hein Franz von                       | Schlesien          | Handelskammer / Städte              | Troppau                                                       | |
| Helcel von Sternstein Sigismund      | Galizien           | Städte                              | Krakau                                                        | am 11. Mai 1861 angelobt, Mandatsverzicht per Schreiben vom 6. November 1864                                                                                         |
| Helcelet Johann                      | Mähren             | Landgemeinden                       | Datschitz, Teltsch, Jamnitz                                   | Mandatsverzicht mit Schreiben vom 25. November 1864 |
| Herbst Eduard                        | Böhmen             | Landgemeinden                       | Schluckenau, Hainspach                                        | |
| Herrmann Franz                       | Böhmen             | Landgemeinden                       | Friedland                                                     | |
| Heyß Maximilian                      | Oberösterreich     | Großgrundbesitz                     |                                                               | |
| Hopfen Franz von                     | Mähren             | Großgrundbesitz                     |                                                               | |
| Horodyski Tomasz                     | Galizien           | Großgrundbesitz                     |                                                               | am 11. Mai 1861 angelobt |
| Hubicki Karol                        | Galizien           | Großgrundbesitz                     |                                                               | am 11. Mai 1861 angelobt |
| Hutter Joseph                        | Steiermark         | Landgemeinden                       |                                                               | |
| Iliutz Gregor                        | Bukowina           | Landgemeinden                       | Storożynetz                                                   | |
| Ingram Johann von                    | Tirol              | Großgrundbesitz                     |                                                               | am 2. Mai 1861 angelobt |
| Isserczeskul Leo                     | Bukowina           | Städte                              | Radautz                                                       | |
| Jirsik Johann Valerian               | Böhmen             | Virilstimme                         |                                                               | Mandatsverzicht mit Schreiben vom 8. Oktober 1863 |
| Juzyczyński Antoni                   | Galizien           | Landgemeinden                       | Żółkiew                                                       | am 2. Mai 1861 angelobt |
| Kaiser Ignaz                         | Niederösterreich   | Landgemeinden                       | Horn                                                          | |
| Kaiserfeld Moritz von                | Steiermark         | Landgemeinden                       |                                                               | |
| Kalchegger von Kalchberg Josef       | Schlesien          | Freiwaldau                          |                                                               | |
| Karpiniec Johann                     | Galizien           | Landgemeinden                       | Czortkow                                                      | am 2. Mai 1861 angelobt |
| Kellersperg Ernst                    | Böhmen             | Landgemeinden                       | Pilsen                                                        | am 16. November 1864 angelobt |
| Kemeter Leopold                      | Oberösterreich     | Landgemeinden                       |                                                               | |
| Kerer Johann                         | Tirol              | Universität                         |                                                               | |
| Kiderle Franz                        | Oberösterreich     | Landgemeinden                       |                                                               | am 17. Juni 1863 angelobt |
| Kinsky Christian                     | Niederösterreich   | Großgrundbesitz                     |                                                               | am 17. Juni 1863 angelobt |
| Kinsky Eugen                         | Mähren             | Großgrundbesitz                     |                                                               | |
| Kirchmayr Vincenz                    | Galizien           | Handelskammer                       | Krakau                                                        | am 11. Mai 1861 angelobt |
| Klaudy Karel Leopold von             | Böhmen             | Landgemeinden                       | Jičín, Lomnitz, Sobotka, Libau                                | Mandatserlöschung auf Grund Nichterscheinens in der Sitzung am 14. Juli 1863 festgestellt                                                                            |
| Klein von Wisenberg Albert           | Mähren             | Großgrundbesitz                     |                                                               | |
| Kopetz Heinrich von                  | Böhmen             | Großgrundbesitz                     |                                                               | am 21. November 1864 angelobt |
| Korb von Weidenheim Karl             | Böhmen             | Großgrundbesitz                     |                                                               | |
| Korb von Weidenheim Franz            | Böhmen             | Großgrundbesitz                     |                                                               | |
| Körner Reinhold                      | Oberösterreich     | Städte                              | Linz                                                          | am 17. Juni 1863 angelobt |
| Kostelnik Valentin                   | Mähren             | Städte                              | Frankstadt, Freiberg, Fulnek                                  | Mandatsverzicht mit Schreiben vom 3. Dezember 1864 |
| Kovačević Geroteo                    | Dalmatien          |                                     |                                                               | am 12. November 1864 angelobt |
| Kowbasiuk Nikolaus                   | Galizien           | Landgemeinden                       | Kolomea                                                       | am 2. Mai 1861 angelobt |
| Král Josef                           | Böhmen             | Landgemeinden                       | Pilsen                                                        | erschien aus politischen Gründen nie im Abgeordnetenhaus, wobei ein diesbezügliches Schreiben in der Sitzung am 5. Dezember 1864 als Mandatsverzicht gewertet wurde. |
| Krása Alois                          | Böhmen             | Landgemeinden                       | Hořowitz, Zbirow                                              | am 13. Mai 1861 angelobt |
| Kratochwile Johann                   | Böhmen             | Landgemeinden                       | Kuttenberg                                                    | erschien aus politischen Gründen nie im Abgeordnetenhaus, wobei ein diesbezügliches Schreiben in der Sitzung am 5. Dezember 1864 als Mandatsverzicht gewertet wurde. |
| Kromer Franz                         | Krain              | Landgemeinden                       | Gottschee, Leibnitz, Groß-Laschitz                            | |
| Krousky Johann                       | Böhmen             | Landgemeinden                       | Jungbunzlau                                                   | erschien aus politischen Gründen nie im Abgeordnetenhaus, wobei ein diesbezügliches Schreiben in der Sitzung am 5. Dezember 1864 als Mandatsverzicht gewertet wurde. |
| Krziwanek Eduard                     | Böhmen             | Großgrundbesitz                     |                                                               | |
| Krzysztofowicz Jacob                 | Galizien           | Städte                              | Stanislau                                                     | am 11. Mai 1861 angelobt |
| Kuenburg Amand von                   | Schlesien          | Großgrundbesitz                     |                                                               | |
| Kuranda Ignaz                        | Niederösterreich   | Städte                              | Wien                                                          | |
| Kuziemski Michał                     | Galizien           | Landgemeinden                       | Mikolajów                                                     | am 2. Mai 1861 angelobt |
| Lapenna Alois von                    | Dalmatien          | Höchstbesteuerte                    | Spalato                                                       | am 12. November 1864 neuerlich angelobt |
| Lasser von Zollheim Josef            | Salzburg           | Märkte                              | Zell am See, Saalfelden, Mittersill, Lofer, Taxenbach         | |
| Lászlóffy Anton von                  | Siebenbürgen       |                                     |                                                               | am 28. Oktober 1863 angelobt, am 12. November 1864 neuerlich angelobt                                                                                                |
| Liebig Johann                        | Böhmen             | Städte und Industrialorte           | Reichenberg, Christianstadt                                   | |
| Lill von Lilienbach Alois            | Böhmen             | Städte                              | Karolinenthal                                                 | am 12. November 1864 angelobt |
| Litwinowicz Spiridion                | Galizien           | Großgrundbesitz                     |                                                               | am 2. Mai 1861 angelobt |
| Ljubiša Stjepan Mitrov               | Dalmatien          | Landgemeinden                       | Cattaro                                                       | am 2. Mai 1861 angelobt |
| Lohninger Mathias                    | Steiermark         | Landgemeinden                       |                                                               | |
| Lubicz-Mogilnicki Anton von          | Galizien           | Landgemeinden                       | Bohorodczany                                                  | am 13. Mai 1861 angelobt |
| Macháček Joseph                      | Böhmen             | Landgemeinden                       | Smichow, Königsaal, Berau, Unhoscht                           | Mandatserlöschung auf Grund Nichterscheinens in der Sitzung am 14. Juli 1863 festgestellt                                                                            |
| Machiedo Jan                         | Dalmatien          | Landgemeinden                       | Lesian                                                        | am 27. Mai 1861 angelobt, Mandatsverzicht mit Schreiben vom 6. Mai 1862                                                                                              |
| Mandelblüh Franz                     | Mähren             | Städte                              | Olmütz                                                        | |
| Mandell Rudolf von                   | Steiermark         | Großgrundbesitz                     |                                                               | |
| Manu de Boërfalva Gabriel            | Siebenbürgen       |                                     |                                                               | am 12. November 1864 angelobt |
| Mazzuchelli Johann                   | Mähren             | Großgrundbesitz                     |                                                               | |
| Megerle von Mühlfeld Eugen           | Niederösterreich   | Städte                              | Wien                                                          | |
| Mende Leopold                        | Niederösterreich   | Landgemeinden                       | Zwettl                                                        | |
| Milner Wenzel Anton                  | Böhmen             | Landgemeinden                       | Kolin, Kaurzim, Koljanowitz                                   | Mandatserlöschung auf Grund Nichterscheinens in der Sitzung am 14. Juli 1863 festgestellt                                                                            |
| Mittrowsky Wladimir von              | Mähren             | Großgrundbesitz                     | Mandatsverzicht im September 1862                             | |
| Moga Demeter von                     | Siebenbürgen       |                                     |                                                               | am 12. November 1864 angelobt |
| Moldovan Dimitrie                    | Siebenbürgen       |                                     |                                                               | am 21. Oktober 1863 angelobt, am 12. November 1864 neuerlich angelobt                                                                                                |
| Morgenstern Stanislaus               | Galizien           | Landgemeinden                       | Dąbrowa                                                       | am 11. Mai 1861 angelobt |
| Mörtl Johann                         | Steiermark         | Landgemeinden                       |                                                               | Mandatsverzicht am 26. Oktober 1864 |
| Müller von Reichenstein Franz        | Siebenbürgen       |                                     |                                                               | am 20. Oktober 1863 angelobt, am 12. November 1864 neuerlich angelobt                                                                                                |
| Negrutin Johann                      | Siebenbürgen       |                                     |                                                               | am 20. Oktober 1863 angelobt |
| Nehrebecki Julian                    | Galizien           | Landgemeinden                       | Rudki                                                         | am 4. Juli 1861 angelobt, am 2. Oktober 1861 wurde auf Grund seines Andauernden, unentschuldigten Fernbleibens die Neuwahl seines Mandates veranlasst                |
| Nerradt Franz                        | Böhmen             | Städte                              | Reichenberg                                                   | am 12. November 1864 angelobt |
| Neumeister Oswald                    | Mähren             | Städte                              | Trübau, Zwittau, Briesau                                      | |
| Neupauer Joseph von                  | Steiermark         | Großgrundbesitz                     |                                                               | am 27. Mai 1861 angelobt |
| Nischelwitzer Oswald                 | Kärnten            | Landgemeinden                       | Hermagor, Arnoldstein. Koltschach, Tarvis                     | |
| Nostitz Albert                       | Böhmen             | Großgrundbesitz                     |                                                               | am 8. Juni 1861 angelobt, Mandatsverzicht mit Schreiben vom 3. November 1861, nachdem sein Urlaub nicht genehmigt wurde                                              |
| Oberleithner Eduard                  | Mähren             | Landgemeinden                       | Schönberg, Wiesenberg, Altstadt                               | |
| Obert Franz                          | Siebenbürgen       |                                     |                                                               | am 12. November 1864 angelobt |
| Obst Gustav                          | Böhmen             | Großgrundbesitz                     |                                                               | |
| Ofner Johann                         | Niederösterreich   | Städte                              | Waidhofen                                                     | |
| Onestinghel Cäsar                    | Tirol              | Landgemeinden                       |                                                               | am 17. Juni 1863 angelobt |
| Pankratz Franz                       | Böhmen             | Städte                              | Pilsen                                                        | am 13. Dezember 1864 angelobt |
| Petrinò Alexander von                | Bukowina           | Großgrundbesitz                     |                                                               | am 3. Mai 1861 angelobt |
| Pfeiffer Joseph                      | Böhmen             | Städte und Industrialorte           | Gablonz, Liebenau, Morchenstern                               | |
| Pfretzschner Norbert                 | Tirol              | Landgemeinden                       | Hall, Schwaz                                                  | Mandatsverzicht mit Schreiben vom 27. September 1863 |
| Pillersdorff Franz von               | Niederösterreich   | Städte                              | Wien                                                          | am 22. Februar 1862 verstorben |
| Pillersdorff Hermann von             | Schlesien          |                                     |                                                               | am 12. November 1864 angelobt |
| Plener Ignaz von                     | Mähren             | Handelskammer                       | Eger                                                          | |
| Poche Adolf von                      | Mähren             | Landgemeinden                       | Kromau, Namiest, Hrottowitz                                   | |
| Polowy Leo                           | Galizien           | Landgemeinden                       | Podhajc                                                       | am 11. Mai 1861 angelobt |
| Popassu Johann                       | Siebenbürgen       |                                     |                                                               | am 12. November 1864 angelobt |
| Popea Nicolae                        | Siebenbürgen       |                                     |                                                               | am 20. Oktober 1863 angelobt, am 12. November 1864 neuerlich angelobt                                                                                                |
| Popp Ladislaus Basil                 | Siebenbürgen       |                                     |                                                               | am 20. Oktober 1863 angelobt, am 12. November 1864 neuerlich angelobt                                                                                                |
| Porenta Carlo                        | Triest             | Städte                              | Triest                                                        | |
| Potocki Adam                         | Galizien           | Landgemeinden                       | Chrzanow                                                      | am 11. Mai 1861 angelobt |
| Prachenský Josef Stanislav           | Böhmen             | Städte                              | Melnik. Brandeis, Raudnitz                                    | Mandatserlöschung auf Grund Nichterscheinens in der Sitzung am 14. Juli 1863 festgestellt                                                                            |
| Pratobevera von Wiesborn Adolf       | Niederösterreich   | Städte                              | Klosterneuburg                                                | |
| Pražák Alois                         | Mähren             | Landgemeinden                       | Boskowitz, Blansko, Kunstadt                                  | Mandatsverzicht mit Schreiben vom 25. November 1864 |
| Proskowetz Emanuel                   | Mähren             | Landgemeinden                       | Kremsier, Kojetein, Prerau, Zdaunek                           | Mandatsverzicht mit Schreiben vom 30. August 1861, am 17. Juni 1863 erneut angelobt                                                                                  |
| Pummerer Anton Georg                 | Oberösterreich     | Handelskammer                       | Linz                                                          | |
| Puscariu Johann von                  | Siebenbürgen       |                                     |                                                               | am 20. Oktober 1863 angelobt, am 12. November 1864 neuerlich angelobt                                                                                                |
| Putzer von Reibegg Johann            | Tirol              | Handelskammer                       | Bozen                                                         | am 2. Mai 1861 angelobt |
| Rannischer Jacob                     | Siebenbürgen       |                                     |                                                               | am 20. Oktober 1863 angelobt |
| Rechbauer Karl                       | Steiermark         | Städte                              | Graz                                                          | |
| Reyzner Felix                        | Galizien           | Städte                              | Tarnopol                                                      | am 11. Mai 1861 angelobt |
| Řezáč František Ladislav             | Böhmen             | Städte und Industrialorte           | Jungbunzlau, Nimburg                                          | Mandatserlöschung auf Grund Nichterscheinens in der Sitzung am 14. Juli 1863 festgestellt                                                                            |
| Riccabona Carl von                   | Tirol              | Landgemeinden                       | Cavalese, Fassa, Primör                                       | am 11. Mai 1861 angelobt, Mandatserlöschung wegen eines eingeleiteten Gerichtsverfahrens                                                                             |
| Rieger Franz Ladislaus               | Böhmen             | Landgemeinden                       | Semil, Eisenbrod                                              | Mandatserlöschung auf Grund Nichterscheinens in der Sitzung am 14. Juli 1863 festgestellt                                                                            |
| Riehl Anton                          | Niederösterreich   | Landgemeinden                       | Wiener Neustadt                                               | |
| Riese-Stallburg Friedrich von        | Böhmen             | Großgrundbesitz                     |                                                               | |
| Rogalski Anton                       | Galizien           | Landgemeinden                       | Skalat                                                        | am 13. Mai 1861 angelobt |
| Rogawski Karol Franciszek            | Galizien           | Landgemeinden                       | Gorlic                                                        | am 27. Mai 1861 angelobt, Mandatsverlust 1864 |
| Rosenauer Wenzel                     | Böhmen             | Landgemeinden                       | Budweis                                                       | auf Grund von Krankheit vermutlich nie angelaubt |
| Rosthorn Gustav von                  | Kärnten            | Handelskammer                       | Klagenfurt                                                    | |
| Roth Hieronymus                      | Böhmen             | Landgemeinden                       | Jungbunzlau                                                   | am 12. November 1864 angelobt |
| Rothkirch-Panthen Karel              | Böhmen             | Großgrundbesitz                     |                                                               | |
| Ruczka Ludwik                        | Galizien           | Landgemeinden                       | Ropczyc                                                       | am 11. Mai 1861 angelobt |
| Rusiecki Johann                      | Galizien           | Landgemeinden                       | Dobromil                                                      | am 3. Mai 1861 angelobt |
| Ryger Anton                          | Mähren             | Städte                              | Kremsier                                                      | |
| Sadil Libor                          | Böhmen             | Städte                              | Kuttenberg                                                    | am 16. November 1864 angelobt |
| Sartori Johann                       | Tirol              | Landgemeinden                       | Cavalese, Fassa, Primör                                       | |
| Schindler Alexander Julius           | Niederösterreich   | Städte                              | Wien-Neubau                                                   | |
| Schlegel Josef                       | Steiermark         | Handelskammer                       | Graz                                                          | |
| Schmerling Anton von                 | Böhmen             | Landgemeinden                       | Bischofteinitz, Hostau, Ronsperg                              | |
| Schmidt Konrad                       | Siebenbürgen       |                                     |                                                               | am 21. Oktober 1863 angelobt, am 12. November 1864 neuerlich angelobt                                                                                                |
| Schneider Karl                       | Schlesien          | Landgemeinden                       | Bielitz                                                       | |
| Schneider Ernest                     | Niederösterreich   | Landgemeinden                       |                                                               | am 12. November 1864 angelobt |
| Schuler von Libloy Friedrich         | Siebenbürgen       |                                     |                                                               | am 20. Oktober 1863 angelobt, am 12. November 1864 neuerlich angelobt                                                                                                |
| Schuller Michael Gottlieb            | Siebenbürgen       |                                     |                                                               | am 20. Oktober 1863 angelobt |
| Schwarzenfeld Ludwig von             | Böhmen             | Großgrundbesitz                     |                                                               | am 27. Mai 1861 angelobt, am 11. Oktober 1863 verstorben |
| Šebek František                      | Böhmen             | Städte und Industrialorte           | Hohenmauth, Skucer, Hlinsko etc.                              | am 5. März 1862 verstorben |
| Šicha Josef                          | Böhmen             | Landgemeinden                       | Kuttenberg                                                    | erschien aus politischen Gründen nie im Abgeordnetenhaus, wobei ein diesbezügliches Schreiben in der Sitzung am 5. Dezember 1864 als Mandatsverzicht gewertet wurde. |
| Siegl Karl                           | Kärnten            | Landgemeinden                       | Spittal, Millstatt, Gmünd, Greifenburg, Obervellach, Winklern | Mandatsverzicht per 16. April 1862 |
| Simonowicz Jakob von                 | Bukowina           |                                     |                                                               | am 12. November 1864 angelobt |
| Sipotariu Johann                     | Siebenbürgen       |                                     |                                                               | am 20. Oktober 1863 angelobt |
| Sitka Jakob                          | Mähren             | Städte                              | Iglau                                                         | |
| Skene Alfred                         | Mähren             | Handelskammer                       | Brünn                                                         | |
| Šlechta Antonin                      | Böhmen             | Städte                              | Jungbunzlau                                                   | erschien aus politischen Gründen nie im Abgeordnetenhaus, wobei ein diesbezügliches Schreiben in der Sitzung am 5. Dezember 1864 als Mandatsverzicht gewertet wurde. |
| Smolka Franciszek                    | Galizien           | Städte                              | Lemberg                                                       | am 11. Mai 1861 angelobt |
| Stamm Ferdinand                      | Böhmen             | Landgemeinden                       | Saaz, Postelberg, Komotau, Sebastiansberg, Podersam, Zechnitz | |
| Staněk Jan                           | Böhmen             | Landgemeinden                       | Beneschau, Neweklau, Wlaschim                                 | Mandatserlöschung auf Grund Nichterscheinens in der Sitzung am 14. Juli 1863 festgestellt                                                                            |
| Stark Anton von                      | Böhmen             | Handelskammer                       | Pilsen                                                        | am 27. Mai 1861 angelobt |
| Steffens Peter                       | Böhmen             | Handelskammer                       | Budweis                                                       | |
| Stieger Johann                       | Kärnten            | Städte                              | Klagenfurt                                                    | |
| Stocki Adam                          | Galizien           | Landgemeinden                       | Lopatyn                                                       | am 2. Mai 1861 angelobt |
| Stölzle Karl                         | Niederösterreich   | Landgemeinden                       | Waidhofen an der Thaya                                        | Mandatsverzicht mit Schreiben vom 4. Dezember 1863 |
| Strass Karl van der                  | Mähren             | Landgemeinden                       | Neutitschein, Fulnek, Freiberg                                | |
| Streit Ignaz                         | Mähren             |                                     |                                                               | am 12. November 1864 angelobt |
| Stummer August                       | Mähren             | Städte                              | Kromau, Eibenschitz, M. Budwitz, Jamnitz                      | |
| Suida Franz                          | Böhmen             | Landgemeinden                       | Braunau, Politz                                               | 1863 verstorben |
| Švestka František                    | Böhmen             | Städte                              | Karolinenthal                                                 | Mandatserlöschung auf Grund Nichterscheinens in der Sitzung am 14. Juli 1863 festgestellt                                                                            |
| Szábel Balthasar von                 | Mähren             | Städte                              | Sternberg                                                     | |
| Szeliski Kazimierz                   | Galizien           | Großgrundbesitz                     |                                                               | am 11. Mai 1861 angelobt |
| Szemelowski Theodor                  | Galizien           | Städte                              | Sambor                                                        | am 11. Mai 1861 angelobt |
| Tarczanowski Simon                   | Galizien           | Landgemeinden                       | Turka                                                         | am 2. Mai 1861 angelobt |
| Taschek Franz                        | Böhmen             | Großgrundbesitz                     |                                                               | |
| Teutsch Georg Daniel                 | Siebenbürgen       |                                     |                                                               | am 12. November 1864 angelobt |
| Thót Samuel von                      | Siebenbürgen       |                                     |                                                               | am 12. November 1864 angelobt |
| Tinti Karl Wilhelm von               | Niederösterreich   | Großgrundbesitz                     |                                                               | |
| Toman Lovro                          | Krain              | Landgemeinden                       | Radmannsdorf, Weißenfels                                      | |
| Tomek Wenzel                         | Böhmen             | Landgemeinden                       | Březnitz, Blatna, Mirowitz                                    | Mandatsverzicht im Juni 1863 verkündet |
| Trauschenfels Franz von              | Siebenbürgen       |                                     |                                                               | am 20. Oktober 1863 angelobt |
| Trauth von Trauschenfels Eugen       | Siebenbürgen       |                                     |                                                               | am 12. November 1864 angelobt |
| Trojan Pravoslav Alois               | Böhmen             | Landgemeinden                       | Smichow                                                       | |
| Tschabuschnigg Adolf von             | Kärnten            | Großgrundbesitz                     |                                                               | |
| Turecki Georg                        | Bukowina           | Landgemeinden                       | Zastawna                                                      | |
| Ugarte Joseph                        | Mähren             | Großgrundbesitz                     |                                                               | am 27. Juli 1862 verstorben |
| Vrints zu Falkenstein Maximilian     | Niederösterreich   | Großgrundbesitz                     |                                                               | |
| Waidele von Willingen Ernst          | Böhmen             | Landgemeinden                       | Luditz, Buchau                                                | |
| Walterskirchen Georg Wilhelm von     | Niederösterreich   | Großgrundbesitz                     |                                                               | am 25. Mai 1865 verstorben |
| Waser Josef von                      | Steiermark         | Städte und Märkte                   |                                                               | |
| Wenisch Johann von                   | Böhmen             | Landgemeinden                       | Tachau, Pfraumberg                                            | |
| Wężyk Leonard                        | Galizien           | Großgrundbesitz                     |                                                               | am 11. Mai 1861 angelobt |
| Wieninger Anton                      | Oberösterreich     | Landgemeinden                       |                                                               | |
| Winterstein Simon                    | Niederösterreich   | Handelskammer                       |                                                               | |
| Wiser Carl                           | Oberösterreich     | Städte                              | Linz                                                          | |
| Witalis Michael                      | Galizien           | Landgemeinden                       | Tarnow                                                        | am 3. Mai 1861 angelobt |
| Wodzicki Kazimierz Stanisław Michał  | Galizien           | Großgrundbesitz                     |                                                               | am 11. Mai 1861 angelobt, Mandatsverzicht in der II. Session |
| Wohlwend Fidel Markus                | Vorarlberg         | Landgemeinden                       | Feldkirch, Vorarlberg                                         | |
| Wokaun Franz                         | Böhmen             | Städte                              |                                                               | am 17. Juni 1863 angelobt |
| Wratislaw Joseph                     | Böhmen             | Großgrundbesitz                     |                                                               | |
| Wrbna-Freudenthal Rudolf Eugen       | Mähren             | Großgrundbesitz                     |                                                               | am 17. Juni 1863 angelobt neuerlich angelobt |
| Wurzbach-Tannenberg Carl             | Krain              | Großgrundbesitz                     |                                                               | |
| Žak Jan                              | Böhmen             | Städte                              |                                                               | verzichtete in der II. Session auf sein Mandat, ohne angelobt worden zu sein. Nach Wiederwahl Mandatsverzicht per 22. November 1864 ohne angelobt worden zu sein     |
| Zatka Ignaz                          | Böhmen             | Landgemeinden                       | Budweis, Lischau, Frauenberg, Moldauthein                     | Mandatserlöschung auf Grund Nichterscheinens in der Sitzung am 14. Juli 1863 festgestellt                                                                            |
| Zeidler Hieronymus                   | Böhmen             | Großgrundbesitz                     |                                                               | am 17. Juni 1863 angelobt |
| Zeleny Wenzel                        | Böhmen             | Landgemeinden                       | Deutschbrod, Humpoletz, Polna, Pribislau                      | Mandatserlöschung auf Grund Nichterscheinens in der Sitzung am 14. Juli 1863 festgestellt                                                                            |
| Zikmund Joseph                       | Böhmen             | Städte und Industrialorte           | Czaslau, Chotěboř, Goltsch, Jenikau                           | Mandatserlöschung auf Grund Nichterscheinens in der Sitzung am 14. Juli 1863 festgestellt                                                                            |
| Zimmermann Josef Andreas             | Siebenbürgen       |                                     |                                                               | am 12. November 1864 angelobt |
| Zimmermann Joseph Andreas            | Siebenbürgen       |                                     |                                                               | am 20. Oktober 1863 angelobt |
| Zyblikiewicz Mikołaj                 | Galizien           | Großgrundbesitz                     |                                                               | am 11. Mai 1861 angelobt |